# Combressol
Combressol – miejscowość i gmina we Francji, w regionie Nowa Akwitania, w departamencie Corrèze.
Według danych na rok 1990 gminę zamieszkiwało 270 osób, a gęstość zaludnienia wynosiła 11 osób/km² (wśród 747 gmin Limousin Combressol plasuje się na 377. miejscu pod względem liczby ludności, natomiast pod względem powierzchni na miejscu 251.).

## Populacja

Populacja Combressol w latach 1962–2008